# Chlor trifluoride
Chlor trifluoride là một hợp chất liên halogen có công thức hóa học ClF3. Chất lỏng không màu, độc, ăn mòn, và ở trạng thái khí sẽ xảy ra phản ứng đông đặc mãnh liệt thành một chất lỏng màu vàng nhạt-xanh lá cây, là hình thức mà nó thường được bán (áp suất ở nhiệt độ phòng). Hợp chất này chủ yếu được quan tâm như là một thành phần của nhiên liệu tên lửa, trong quá trình làm sạch và khắc acid trong ngành công nghiệp bán dẫn, trong chế biến nhiên liệu lò phản ứng hạt nhân và các hoạt động công nghiệp khác.

## Điều chế, cấu trúc, và tính chất
Chất này được ghi nhận lần đầu tiên vào năm 1930 bởi Ruff và Krug, người đã chuẩn bị nó bằng cách fluor hóa chlor; Điều này cũng tạo ra ClF và hỗn hợp được tách ra bằng cách chưng cất:
3F2 + Cl2 → 2ClF3↑
ClF3 có hình chữ T, với một liên kết ngắn (1,598 Å) và hai liên kết dài (1,698 Å). Cấu trúc này phù hợp với dự đoán của lý thuyết VSEPR, dự đoán cặp electron độc thân cư trú tại hai vị trí xích đạo (equatorial position) của cấu dạng phân tử lưỡng tháp tam giác giả thuyết. Những liên kết trục Cl–F kéo dài phù hợp với liên kết siêu hóa trị (hypervalent bonding).
ClF3 tinh khiết ổn định đến 180 ℃ trong các bình thạch anh; Trên nhiệt độ này nó phân hủy bởi cơ chế gốc tự do thành các nguyên tố đơn lẻ.

## Phản ứng
Chlor trifluoride phản ứng với một số kim loại để cho anion chloride và fluoride; tách phosphor từ phosphor trichloride (PCl3) và phosphor pentafluoride (PF5); và tách lưu huỳnh từ lưu huỳnh đichloride (SCl2) và lưu huỳnh tetrafluoride (SF4). ClF3 cũng phản ứng nổ với nước, trong đó nó oxy hóa nước để cung cấp oxy hoặc với lượng có kiểm soát oxy đifluoride (OF2), cũng như hydro fluoride và hydro chloride. Oxide kim loại sẽ phản ứng để hình thành muối halide kim loại và oxy hoặc oxy đifluoride.
ClF3 + 2H2O → 3HF + HCl + O2↑
ClF3 + H2O → HF + HCl + OF2
Việc sử dụng chính của ClF3 là sản xuất urani(VI) fluoride, UF6, như một phần của quá trình xử lý và tái chế nhiên liệu hạt nhân, bằng cách fluor hóa kim loại urani:
U + 3ClF3 → UF6 + 3ClF↑
Nó bị phân hủy ở 180 °C (356 °F; 453 K) theo phương trình:
ClF3 → ClF↑ + F2↑